# Bezzia sergenti
Bezzia sergenti är en tvåvingeart som beskrevs av Jean-Jacques Kieffer 1922. Bezzia sergenti ingår i släktet Bezzia och familjen svidknott. Inga underarter finns listade i Catalogue of Life.